# 李氏大藥廠
李氏大藥廠控股有限公司，簡稱李氏大藥廠控股，以及李氏大藥廠（英語：LEE'S PHARMACEUTICAL HOLDINGS LIMITED，港交所：0950），集團成立於1994年，是一家以研究為驅動、市場為導向的生物醫藥公司，公司放眼國際，並與中國內地市場銷售夥伴建立穩固緊密的關係。
公司集中於生物藥物產品的開發、臨床發展、規管、製造、銷售及市場推廣，開發心血管、婦女保健、兒科、罕見疾病、腫瘤學、皮膚科及產科等多個重要疾病領域之不同開發階段的創新藥及仿製藥，李氏大藥廠於2002年7月在香港聯合交易所（「港交所」）創業板上市，並於2010年5月成功轉至港交所主板上市。
在2012年公司上市10周年時，李氏大藥廠的市值較剛剛上市時漲了近十倍，並於2011年、2012年、2013年及2015年連續多年被《福布斯亞洲》評為「亞太區收入10億美元以下的200強企業」之一。
在2021年4月，李氏大藥廠把旗下的眼科製藥公司兆科眼科（6622）分拆上市，兆科眼科是一家創新型、臨床階段的生物醫藥公司，致力於開發治療眼科疾病的藥物，目前共有25種藥物（包括13種創新藥及12種仿製藥）正在開發中，分別用於醫療乾眼症、濕性老年黃斑部病變、糖尿病黃斑水腫、近視及青光眼等。
李氏大藥廠與20餘家國際公司建立了廣泛的合作關係，目前在中國大陸、香港、澳門及台灣地區推廣及銷售25種專利、仿製及引進醫藥產品。集團的香港總部位於香港新界沙田香港科學園第三期科技大道东20号一樓；中國總部則位於廣州市南沙區珠江工業園美德三路1號，並有在安徽省合肥市高新技術開發區天智路30號設立研發及生產基地。
現時主席為李小芳，財務總監及公司秘書是鄒耀明。
李氏大藥廠的網店—與李同行於2023年6月開始營運，主要售賣VSL#3及Dicoflor益生菌等針對腸道健康的醫用級益生菌。

## 連結
- LeesPharm.com （页面存档备份，存于）
- 與李同行 （页面存档备份，存于）